# 安西信行
安西信行（日语：／ Anzai Nobuyuki，1972年8月19日—），日本漫畫家。男性。出身於千葉縣館山市。已婚。O型血。

## 經歷
安西信行在上小學時，看著鄰居每天畫的漫畫，他萌生了畫漫畫的念頭，並立志成為漫畫家。他在中學之前就開始練習，高中時開始真正地投稿漫畫。高中時期曾經完成5部作品。
最初，他將自己的作品帶到《週刊少年Jump》上，但因為藤田和日郎的存在，他開始投稿到《週刊少年Sunday》上。1990年6月，他投稿的其中一部作品《劍2 STRENGER！》（石井勇的名義）在第26屆小學館新人漫畫大獎中獲得了少年漫畫佳作。之後，他以《D-FUCKER》出道。大學退學後，他擔任藤田和日郎的助手，經過短期連載和單部作品的創作，並在《週刊少年Sunday》（小學館）上以《火箭公主》正式出道。雖然這部作品的壽命很短，單行本只有3冊，但它隨著隨後的《烈火之炎》而受到歡迎，並成為長篇暢銷作品，單行本共出版了33冊，並於1997年被富士電視台系列製作成動畫，成功地提高了安西的知名度。
過了一段時間後，連載《MÄR 魔兵傳奇》。《MÄR 魔兵傳奇》也於2005年在東京電視台製作成動畫，並透過卡牌和遊戲等媒體組合而大受歡迎，但由於安西的意願，最終以15冊完結（關於《MÄR 魔兵傳奇》，連載結束後，他作為原案繼續連載《MÄR 魔兵傳奇 OMEGA》，後者單行本全4冊。漫畫由安西的前助手星野倖一郎繪製）。
《MÄR 魔兵傳奇》連載結束後，安西宣布「無期限停筆」。對此，他在《MÄR 魔兵傳奇》最後一冊中寫道「從現在開始，安西信行將無期限停筆。我的身體已經成了廢墟」。之後，他在部落格上寫下了自己所經歷的各種掙扎，但在2007年他說「我會盡力盡快康復」（該部落格現已被刪除）。
之後，《銀河系傳承 MIXIM☆♀12》（後來更名為《銀河系傳承 MIXIM☆11》）在《週刊少年Sunday》2008年21、22合併號上開始連載。最初，其筆名不是「安西信行」，而是與（前）助手野坂尚史（現野坂恒）以「安西信行野坂尚史」「安西信行☆野坂恒」的共同筆名，但後來出現了錯誤。由於資訊不正確等誤會較多，因此將原來的名字改為「安西信行」。
2009年，官方行動網站@安西信行☆開始服務。有備用分配等。
《銀河系傳承 MIXIM☆11》連載結束後，他中斷了約2年半的漫畫家生涯，專注於保養自己的身體。之後，從2013年開始，他出版了《漫畫俱樂部原創》（竹書房）、《安西信行的鋼鐵日記》和（與《鋼鐵日記》同時連載，並在該作品內連載），描述了作為漫畫家的中斷生活。
2018年，《麗的世界有栖川》在Sunday系列雜誌《週刊少年SundayS》上開始連載，這是自《銀河系傳承 MIXIM☆11》以來時隔7年首次。
2023年，為了紀念本身從事漫畫行業30週年，在TSUTAYA舉辦了POP UP SHOP。

## 人物
藤田和日郎的弟子（助手）。 與《魔力女管家》原作者中山文十郎（舊筆名城池勝幸）是老朋友。也有跟和月伸宏做交流。尊敬的作家是吉田聰。
當他離開藤田獨立時，他的師父告訴他「你要是再不小心，我就打飛你!!!」。}}。
城池（中山）的名字在《火箭公主》中被用作忍者內衣竊賊的真實姓名，但中山後來在《魔力女管家》編了一個類似的故事，而那裡出現的忍者內衣竊賊的真實姓名有這是一個有人使用安西這個名字，並遭到報復的情節。高中時期，曾被河合克敏的《柔道小霸王》第1冊的讀者插圖單元入選為最佳作品。
興趣包括觀看職業摔角、格鬥遊戲比賽和收集銀飾。工作時播放的大部分背景音樂都是重金屬和硬核音樂，日本樂團THE MAD CAPSULE MARKETS和筋肉少女帶的粉絲。尤其是大槻賢二對他作為身家的影響已經被公開承認。另外，在《火箭公主》以電氣魔軌樂團的皮耶魯瀧為原型的角色和瀧所在的草地棒球隊的名字「皮耶魯學園」被用作故事發生的學校的名稱。
他也是配音員風間勇刀的好友，在《烈火之炎》連載結束時，他正在飼養風間送給他的一隻倉鼠。此後，他在家裡養了兩隻貓，名叫和（現已去世）。 在裡，牠們被擬人化為主角。他也是漫畫家的朋友，並在這位漫畫家去世時發表了追思文。
根據本身的性格分析，是一個「扭曲的人」。因此，他將連載《烈火之炎》時被讀者討厭的森光蘭和永井木蓮列為自己最喜歡的角色。他也表示自己最喜歡的角色，也是作品中最強的角色紅麗。
截至2024年，安西停聘助手已有10多年，他說「雖然有很多艱難的時刻，但我還是設法應對了」。

## 作品列表

### 漫畫
- 粗體字表示連載作品。
- 縮寫
  - 〈發表雜誌〉WS：週刊少年Sunday、S：週刊少年SundayS（日语：週刊少年サンデーS）（皆為小學館）、CluOri：漫畫俱樂部原創（日语：まんがくらぶオリジナル）、MO：漫畫生活MOMO（日语：まんがライフMOMO）（皆為竹書房）、YK：Young King（日语：ヤングキング）（少年畫報社）
  - 〈收錄〉R：火箭公主、RH：烈火之炎、& M：MÄR 魔兵傳奇、Ω：MÄR 魔兵傳奇 OMEGA、☆：MIXIM☆11、K：鋼鐵日記、MR：鋼鐵漫錄、C：CRAZY MANIAX、U：麗的世界有栖川

|  | 連載作品 |  | 單篇、短期集中連載作品 |

| 作品名（日文原名）                     | 形式         | 發表號                                        | 收錄 | 備註                                               |
| -------------------------------------- | ------------ | --------------------------------------------- | ---- | -------------------------------------------------- |
| BOMB BOY                               | 單篇         | —                                             | —    | 第47屆HOPE☆STEP獎最終候補。現無庫存。              |
| 劍2 STRENGER！（）                     | 單篇         | —                                             | —    | 第26屆小學館新人漫畫大獎佳作。石井勇名義。         |
| D-FUCKER                               | 單篇         | WS 1993年31號                                 | C    | 出道作品。                                         |
| 迷失的羔羊 ～空手道 -JUNKIE 1994～（） | 短期集中連載 | WS 1993年44號—47號                            | C    | 短期集中連載。全4話。                              |
| 夢法師影法師                           | 單篇         | —                                             | —    | 《烈火之炎》原型。現無庫存。                       |
| 火箭公主（）                           | 連載         | WS 1994年23號—1995年1號                       | R    | 首部連載作品。                                     |
| 烈火之炎（）                           | 連載         | WS 1995年16號—2002年9號                       | RH   | 代表作。                                           |
| 瓦爾基里♂（）                          | 單篇         | S 1996年5號增刊號                             | C    |                                                    |
| FAIRY SNOW                             | 單篇         | 同人誌《DRILL CAPSULE》2、3號                 | C    | 《MÄR魔兵傳奇》原型。全2話。其存在有些變化。       |
| CRAZY MANIAX                           | 單篇         | YK 2002年11月號                               | C    |                                                    |
| MÄR 魔兵傳奇（）                       | 連載         | WS 2003年6號—2006年31號                       | M    | 代表作。                                           |
|                                        | 連載         | Fantasia Battle Royal 2003年5月號—2006年2月號 | C    |                                                    |
| 銀河系傳承 MIXIM☆11（）                | 連載         | WS 2008年21、22合併號—2011年10號              | ☆    | 只有第1冊是安西信行☆野恒名義。                     |
| 安西信行的鋼鐵日記（）                 | 連載         | CluOri 2014年1月號—12月號                     | K    | 由於該雜誌已停刊，因此轉移並更改標題。（如下所述） |
|                                        | 連載         | CluOri 2014年1月號—12月號                     | K    | 《鋼鐵日記》內連載。                               |
| 鋼鐵漫錄（）                           | 連載         | MO 2015年1月號—2017年4月號                    | MR   | 《鋼鐵日記》續篇。                                 |
| 麗的世界有栖川（）                     | 連載         | S 2018年4月號—連載中                          | U    |                                                    |

### 書籍

#### 漫畫單行本
有關詳細的書目信息，請參閱每篇連結的文章。

- 截至2025年6月。
- 具有相同標題的書籍透過括號【 】的註釋來區分。
- 在「書名」欄位中排序時，短篇集將忽略。
- 預設每部作品按第1冊出版順序進行匯總。電子書版本未列出。

|  | 連載作品 |  | 再出版 |  | 短篇集 |

|    | 書名                         | 發行   | 標籤                      | 判行 | 發行年份      | 冊數 | 備註                               |
| -- | ---------------------------- | ------ | ------------------------- | ---- | ------------- | ---- | ---------------------------------- |
| 1  | 火箭公主【SSC版】            | 小學館 | 少年Sunday Comics         | 新書 | 1994年—1995年 | 3    |                                    |
| 2  | 烈火之炎【SSC版】            | 小學館 | 少年Sunday Comics         | 新書 | 1995年—2002年 | 33   |                                    |
| 3  | 火箭公主【寬版】             | 小學館 | 少年Sunday Comics寬版     | 四六 | 2001年        | 2    | 寬版新書。                         |
| 4  | MÄR【SSC版】                 | 小學館 | 少年サンデーコミックス    | 新書 | 2003年—2006年 | 15   |                                    |
| 5  | 烈火之炎【便利商店版】       | 小學館 | My First WIDE             | 新書 | 2003年—2004年 | 12   | 便利商店版的新書版。可不定期轉售。 |
| 6  | 烈火之炎【寬版】             | 小學館 | 少年Sunday Comics寬版     | 四六 | 2006年—2007年 | 17   | 寬版新書。有多次重繪。             |
| 7  | 安西信行短篇集 CRAZY MANIAX  | 小學館 | 少年Sunday Comics         | 新書 | 2006年        | 1    | 短篇集。ISBN 978-4-09-120577-3     |
| 8  | MÄR 魔兵傳奇 OMEGA（）       | 小學館 | 少年Sunday Comics         | 新書 | 2006年—2007年 | 4    | 安西只負責原案。                   |
| 9  | 銀河系傳承 MIXIM☆11【SSC版】 | 小學館 | 少年Sunday Comics         | 新書 | 2008年—2011年 | 12   |                                    |
| 10 | 烈火の炎【文庫版】           | 小學館 | 小学館文庫                | 文庫 | 2010年—2011年 | 17   | 文庫版新書（包含外傳）。           |
| 11 | MÄR【新書版】                | 小學館 | 少年Sunday Comics寬版     | 四六 | 2012年—2013年 | 8    | 寬版新書。                         |
| 12 | R・PRINCESS【便利商店版】    | 小學館 | My First WIDE BIG Special | 新書 | 2013年        | 2    | 包括製作的幕後故事。               |
| 13 | MIXIM☆11【寬版】             | 小學館 | 少年Sunday Comics寬版     | 四六 | 2015年        | 6    | 寬版新書。有很多台詞變化。         |
| 14 | 鋼鐵日記                     | 竹書房 | Bamboo Comics             | B6   | 2015年        | 1    |                                    |
| 15 | 鋼鐵漫錄                     | 竹書房 | Bamboo Comics             | B6   | 2016年—2017年 | 2    |                                    |
| 16 | 麗的世界有栖川               | 小學館 | 少年Sunday Comics         | 新書 | 2018年—       | 10   | 以下續刊                           |

#### 其它
- 《MÄR 魔兵傳奇 官方粉絲書AKT.SILVER》，小學館〈少年Sunday Comics〉，2005年8月25日初版發行（2005年7月15日發售） ISBN 978-4-09-127772-5

### 原案
- MÄR 魔兵傳奇 OMEGA（《週刊少年Sunday》2006年8月—2007年6月）漫畫：星野倖一郎

### 其它
- 聲優組合 Tea-Cups 商品插圖[43]
- GARNET CROW 《風與彩虹/若是伸出這雙手（日语：風とRAINBOW/この手を伸ばせば）》 封底插圖[44]
- LIVE code from here feat. 岡野浩介 (暫) 商品銷售CD封面插圖[45]
- 《惡意代碼》（池野雅博）單行本第1冊書腰推薦文、插圖[46]
- 單行本第1冊書腰推薦文、插圖[47]
- 熊本加油！漫畫簽名列車 貢獻[48]
- 電視動畫《傀儡馬戲團》應援插圖[49]
- WRETSLE 大和弘嗣（日语：大和ヒロシ）選手10週年紀念小冊子 封面插圖[50]
- 電視動畫《死神少爺與黑女僕》應援插圖[51]
- 《久保同學不放過我》 完結紀念公式粉絲書 插圖貢獻[52]

等多數

### 聲音演出
- 電視動畫《烈火之炎》第6話—飾 保全E[53]
- 《「烈火之炎」特別CD廣播劇 火影大辯論會 誰比較強?!》—飾 安西

## 相關人物

### 師父
- 藤田和日郎

### 助手夥伴[54]
- 井上和郎
- 片山浩之（日语：片山ユキヲ）
- 金田達也（日语：金田達也）

### 助手
- 星野倖一郎[55]（烈火之炎、MÄR 魔兵傳奇）
- 草場道輝（日语：草場道輝）（烈火之炎）
- 野尚史[55]（烈火之炎）
- 田口央斗[55]（烈火之炎、MÄR 魔兵傳奇）
- 山本晉（日语：山本晋）[55]（烈火之炎、MÄR 魔兵傳奇）
- 池野雅博（MÄR）
- 長藏弘子（日语：長蔵ヒロコ）[56]（MÄR 魔兵傳奇）
- 碧木誠心[57]

### 其他
- 雷句誠[55]（曾被邀請為《烈火之炎》第1冊繪製背景）

## 腳註

## 相關項目
- 日本漫畫家列表
- GARNET CROW

## 外部連結
- （日語）
- 安西信行的X（前Twitter） （日語）